# 利島村

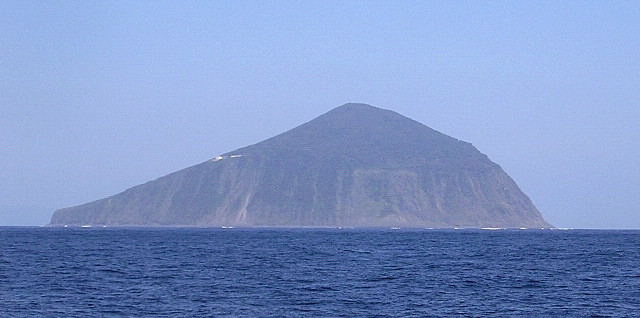
西側から見た利島
（2006年10月、東海汽船の船上より）

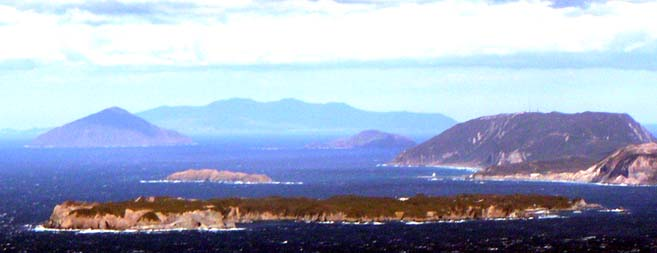
神津島から望む利島（左奥）と式根島（手前）

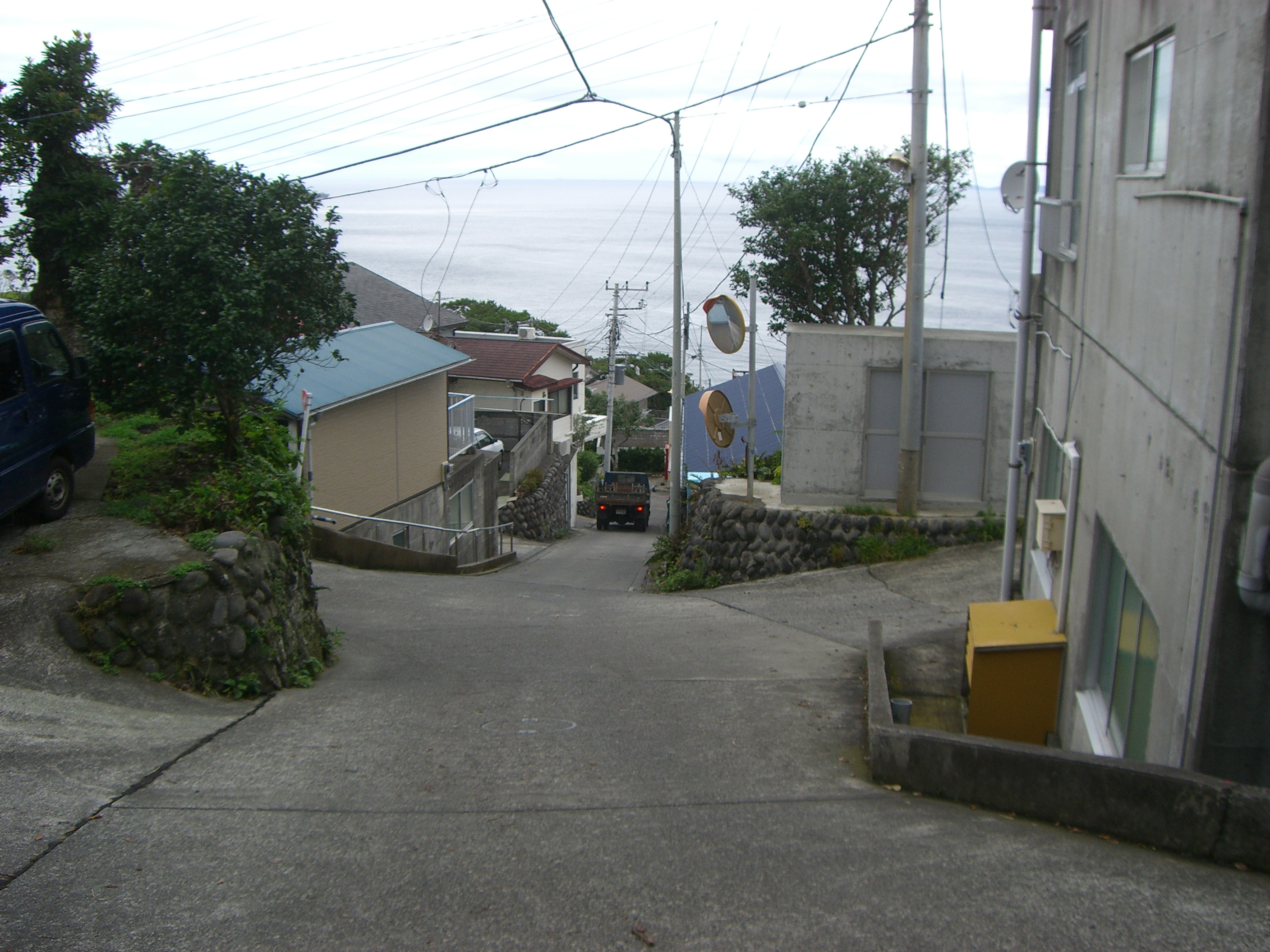
島北部の商店や住宅が集まる村落

利島村（としまむら）は、東京都の島嶼部に位置する村。伊豆諸島北部の利島を区域とする。
所属する郡はなく「東京都利島村」が正式な表記である。所管する東京都の支庁は大島支庁。大字が設定されず、住所は「東京都利島村◯◯番地」である。

## 概要
- 面積 - 4.12km2。都内の市区町村の中で一番小さい。
- 人口 - 341人（2010年国勢調査時）
- 世帯 - 204世帯（2010年国勢調査時）
- 人口密度 - 82.8人/km2
- 人口増加率 - 長期的に見ると近年はほぼ0%。少子高齢化と後継者不足が問題となっている。
- 気候は温暖である。椿、サザエ（大サザエ）、伊勢エビが名物である。
- 利島は島全体が小さく平地がほとんどなく、水不足でも苦労してきた歴史から自ずと培われてきた、厳格で勤勉な文化風土が特徴である。

## 地理
東京都心から南方へ約130 kmの太平洋上に浮かぶ伊豆諸島の島である。島は富士箱根伊豆国立公園内にある。
島内には平地がほとんどなく、急な坂道と細い路地が多い。港のある北側にのみ存在する村落にほとんどの住民が居住しており、南側は椿畑か原野しかない。
- 山：宮塚山
  - 標高508メートル。宮塚山という同名の山は、新島村にもある。火山であるが、最新の噴火活動は4,000 - 8,000年前と見られる。伊豆諸島では御蔵島と並んで火山活動を休止している期間が長い。

南海トラフ巨大地震が発生した際には、最大10 mの津波が到達することが予想されている。これは東京都下の市町村で3番目に高い値である。

## 歴史
利島には縄文時代から人が住んでいたようだが、淡水が湧かないことで苦労してきた。現在は雨水を溜める貯水池が作られ、海水淡水化装置が設置されている。
利島について記した古文書がほとんどないこと、たびたび飢饉に見舞われるなどしたため口伝も途絶えていることから、近世以前の島の歴史には不明な点が多い。江戸時代は年貢の上納を免除され、逆に江戸幕府から米の支援を受けてきた。
1892年に名主が判任官待遇とされた。
- 1923年（大正12年）10月1日 - 島嶼町村制施行。利島の管轄は大島島庁となり、利島村が置かれる[3][4]。
- 1926年（大正15年） - 大島島庁から大島支庁になる。

### 変遷表
| 利島村村域の変遷表 | 利島村村域の変遷表 | 利島村村域の変遷表 | 利島村村域の変遷表  | 利島村村域の変遷表 | 利島村村域の変遷表 |
| 1923年 以前        | 1923年 以前        | 大正12年 10月1日   | 大正12年 - 昭和64年 | 平成元年 - 現在    | 現在               |
| ------------------ | ------------------ | ------------------ | ------------------- | ------------------ | ------------------ |
|                    | 利島村             | 利島村             | 利島村              | 利島村             | 利島村             |

## 人口
| 利島村（に相当する地域）の人口の推移 \| 1970年（昭和45年） \| 251人 \| \| \| 1975年（昭和50年） \| 274人 \| \| \| 1980年（昭和55年） \| 278人 \| \| \| 1985年（昭和60年） \| 297人 \| \| \| 1990年（平成2年） \| 315人 \| \| \| 1995年（平成7年） \| 317人 \| \| \| 2000年（平成12年） \| 302人 \| \| \| 2005年（平成17年） \| 308人 \| \| \| 2010年（平成22年） \| 341人 \| \| \| 2015年（平成27年） \| 337人 \| \| \| 2020年（令和2年） \| 327人 \| \| |       |  |
| 総務省統計局 国勢調査より |       |  |
| 1970年（昭和45年） | 251人 |  |
| 1975年（昭和50年） | 274人 |  |
| 1980年（昭和55年） | 278人 |  |
| 1985年（昭和60年） | 297人 |  |
| 1990年（平成2年） | 315人 |  |
| 1995年（平成7年） | 317人 |  |
| 2000年（平成12年） | 302人 |  |
| 2005年（平成17年） | 308人 |  |
| 2010年（平成22年） | 341人 |  |
| 2015年（平成27年） | 337人 |  |
| 2020年（令和2年） | 327人 |  |

村民の入れ替わりが激しく、島外出身者が8割を占めている。
2020年国勢調査においては人口327人に対して、2015年時点で村外に居住していたのは102人（総人口の31.2％）にも及ぶため、3割がこの5年間に転入していることになる。一方、利島村を離れたのは76人であるので、社会増である状態となっている。

## 行政

### 村長
- 村山将人（むらやま まさと、任期：2025年11月30日まで）

## 議会

### 村議会
- 定数：6人､現員：6人[6]
- 任期：2028年10月23日まで

### 都議会
2025年東京都議会議員選挙
- 選挙区：島部選挙区
- 定数：1人
- 任期：2025年7月23日 - 2029年7月22日
- 投票日：2025年6月22日
- 当日有権者数：18,912人
- 投票率：58.17％

| 候補者名 | 当落 | 年齢 | 所属党派   | 新旧別 | 得票数  | 備考                                |
| -------- | ---- | ---- | ---------- | ------ | ------- | ----------------------------------- |
| 三宅正彦 | 当   | 53   | 無所属     | 現     | 6,148票 | 2025年6月23日に自民党は追加公認した |
| 伊藤奨   | 落   | 34   | 国民民主党 | 新     | 3,050票 |                                     |
| 奥村光貴 | 落   | 25   | 再生の道   | 新     | 1,449票 |                                     |

### 衆議院
- 選挙区：東京3区（品川区、島嶼部）
- 投票日：2024年10月27日
- 当日有権者数：362,508人
- 投票率：56.83％

| 当落 | 候補者名   | 年齢 | 所属党派     | 新旧別 | 得票数   | 重複 |
| ---- | ---------- | ---- | ------------ | ------ | -------- | ---- |
| 当   | 石原宏高   | 60   | 自由民主党   | 前     | 61,660票 | ○    |
| 比当 | 阿部祐美子 | 60   | 立憲民主党   | 新     | 54,178票 | ○    |
|      | 奥本有里   | 47   | 国民民主党   | 新     | 30,351票 | ○    |
|      | 吉平敏考   | 43   | 日本維新の会 | 新     | 25,745票 | ○    |
|      | 香西克介   | 48   | 日本共産党   | 新     | 12,056票 |      |
|      | 川口めぐみ | 51   | 無所属       | 新     | 8,822票  |      |
|      | 植木洋貴   | 42   | 参政党       | 新     | 8,731票  |      |

## 自治体交流
東京都檜原村と友好村となっており、サマースクールやスキー教室で毎年交流を行っている。

## 学校
- 利島村立利島小中学校 - 2024年4月から義務教育学校。各学年3名程度。行事は地域密着型。伊豆諸島の他島や本土との交流も行う。

## 公共機関

### 警察
警視庁大島警察署が、大島町と利島村を管轄している。村内には利島村駐在所がある。

### 郵便局
（※2013年10月現在）
郵便番号は村全域が100-0301となっている。
- 日本郵便
  - 利島郵便局　※郵便窓口は土曜・休日も開設（午前中のみ）。
  - 新東京郵便局利島郵便集配所（利島郵便局に併設）

### 電話
- 電話番号
市外局番は島嶼部(伊豆大島MA)の04992、続いて利島村の9、その後4桁が続く、すなわち04992-9-xxxxとなる。

## 産業
- 農林業 - 椿の栽培が盛ん。全島の80%を占める椿林から生産される椿油は、日本一の生産量を誇る。島内に多数の産業用モノレールが敷設されており、椿の実の収穫の際などに活用されている（産業用のため、一般人の乗車はできない）。

隣の大島町で売られている椿油も利島産のものが多い。農業生産者から集められた椿実を、島内の製油センターで搾油・精製し、農業協同組合が販売している。他にシドケやアシタバが生産・出荷されている。
以前は、サクユリという百合の栽培も盛んであった。現在でも球根の出荷は行われている。
- 水産業 - イセエビ、サザエ、タカベ、トサカノリ、ハバノリ、メッカリ、金目鯛等が中心。

利島産のサザエは非常に大きく「利島の大サザエ」と呼ばれ、島内では1個350グラム前後が標準サイズで、さらに大きなサザエになると1キログラム近いものが採れる。一般的に1個200グラムほどでも、特大サイズとして扱われているため、利島産がいかに大きいことがわかる。
- サービス業 - 就労人口の65%を占める。観光業を中心とするが、伊豆諸島の他の島に比べると、交通の便に恵まれないこと、海水浴場や温泉といった観光資源がないことから、観光客の誘致には消極的である。

2011年ごろから、御蔵島のものと思われるイルカが出没するようになり、観光客が増えている。

## 交通

### 海運
- 東海汽船

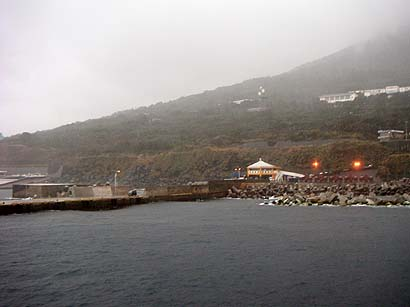
利島港

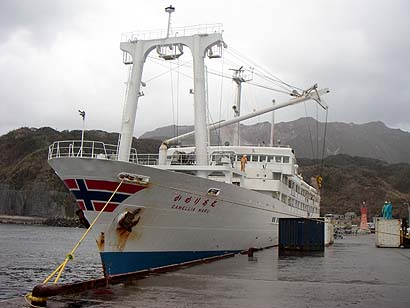
かめりあ丸（神津島港）

  - 東京 - 大島 - 利島 - 新島 - 式根島 - 神津島
    - 東京側は東京港竹芝桟橋竹芝旅客ターミナルを利用。
    - 超高速ジェット船、大型客船（さるびあ丸もしくは橘丸）を使用。

- 神新汽船
  - 静岡県下田 - 利島 - 新島 - 式根島 - 神津島 - 下田
    - 元は利島を経由しなかったが東海汽船昼行便のジェットフォイルの就航率が低いため、経由地に加えられた。日、火、金曜日は利島→神津島、月、木、土曜日は逆コースで就航している。水曜は休航だが、欠航が続いた場合や盆正月などは臨時運航される場合もある。
    - カーフェリー（フェリーあぜりあ）を使用しているため、自家用車やレンタカーを持ち込むこともできる。

- 利島港
  - 1981年に、大型船が接岸できる港として整備された。
  - 風波の影響を受けやすく、冬場はジェット船はもちろんのこと大型客船の欠航も多い。
  - 風波の影響緩和のため、1993年より防波堤を兼ねた西岸壁の整備を行っている。台風の被害を受けたため、当初計画より整備が遅れているものの、現在西岸壁には大型客船の暫定接岸が可能な状態である。
  - 貧弱な港のためジェット船の就航率が極端に低く、年平均は約50%であるが、冬場は10%台になることもある。天候が安定する季節でも、利島のみが接岸できない場合を了解の上で乗船が求められる「条件付き出港」となる日が少なくない。大型客船の方が就航率が高いが、オフシーズンは週末のみしか運航されず交通事情が極めて悪い。その対策として、桟橋東側の泊地側からも防波堤を建設中である。
  - 船が食料品を運んでくるため、村の広報誌には船の就航実績が毎月掲載され、島民の関心事となっている。

### 空運
- ヘリコミューター「東京愛らんどシャトル」

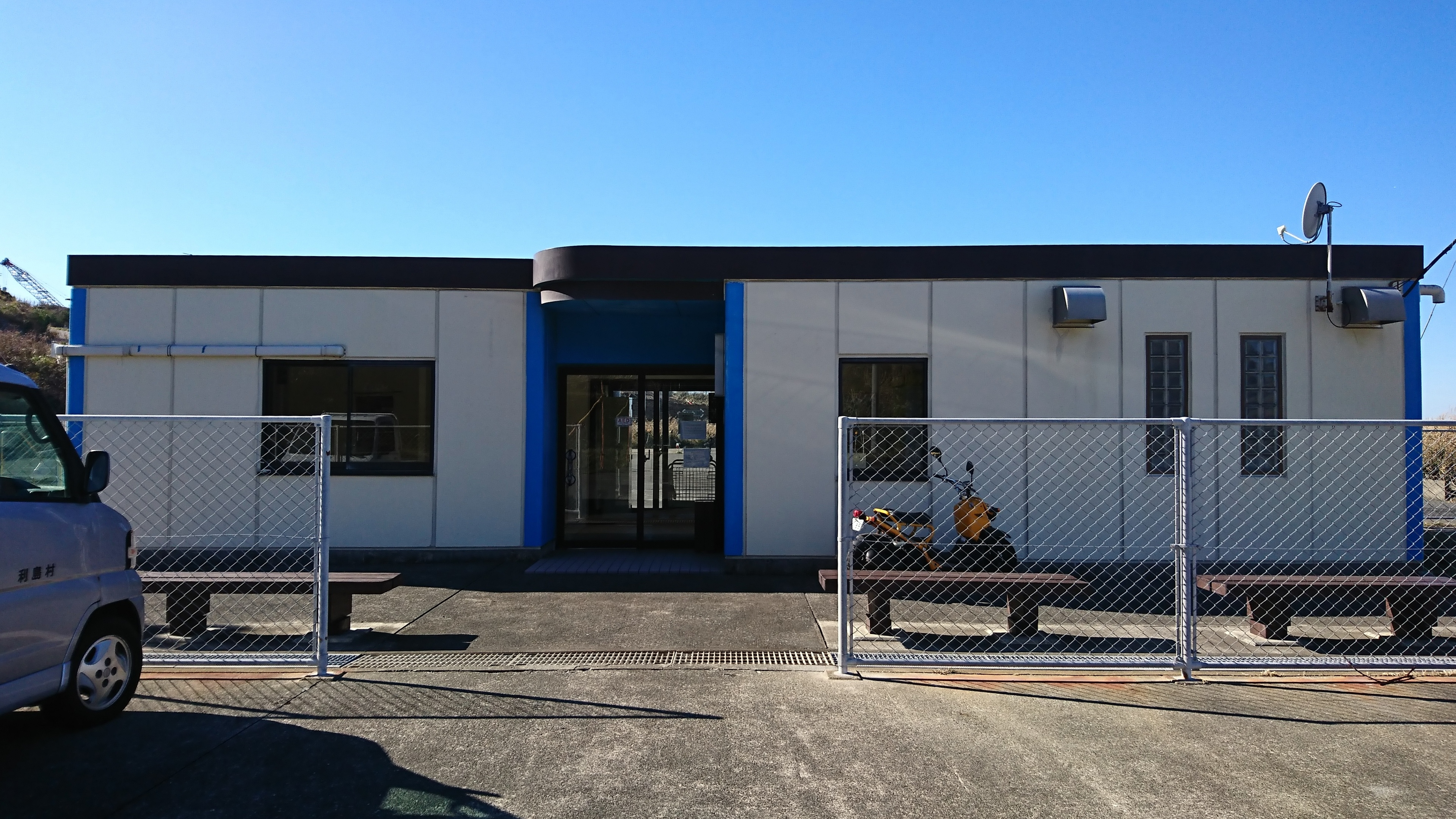
利島場外離着陸場待合所

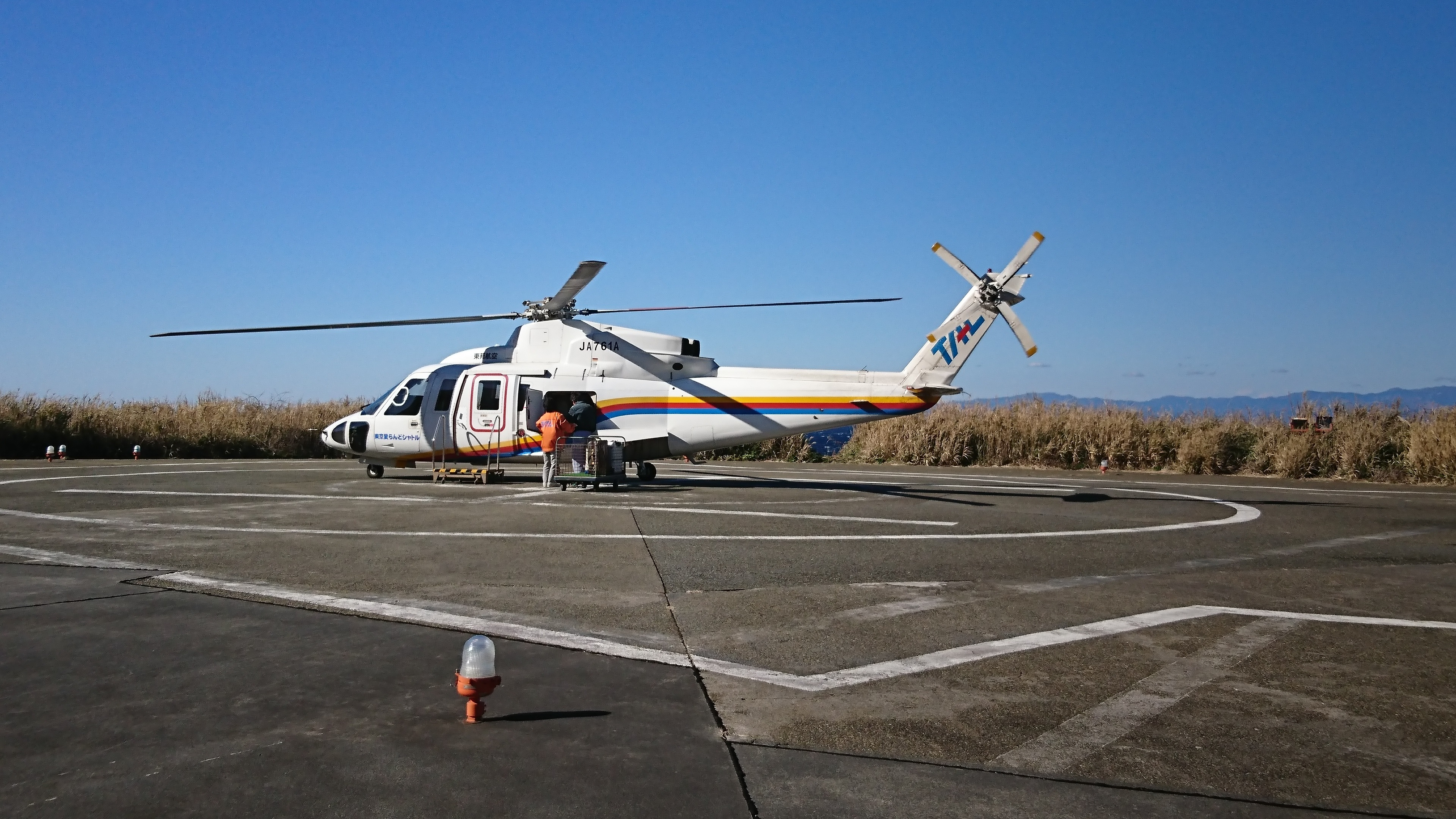
利島ヘリポート

  - 利島ヘリポートから大島空港へ、ヘリコミューター「東京愛らんどシャトル」が就航している。
  - 調布飛行場から新中央航空で大島空港まで30分、大島空港からヘリコミューターで10分[8]（待ち時間・乗り換え時間は含まず）。
  - ヘリコミューターは年間の就航率が90%を超えるが、船に比べて運賃が高く定員が少ない。

### 陸運
- 村内に路線バス、タクシー業者はなく徒歩や宿泊施設の送迎が主な移動手段となる。一部宿泊施設ではレンタカーの貸し出しも行っている。
- 村内を通る都道 - 東京都道228号利島環状線

## 観光
- 東京本土からの交通の便が改善されたため、日帰り観光（ただし往路は船内で1泊）も可能であるが、村では「日帰り旅行はお勧めしません」としている。
- 宿泊施設は数軒ある（旅館が1軒、民宿が数軒）。いずれも電話予約が基本である。
- 島の緑の8割近くを占める椿の他に特段見どころは無く、伊豆諸島の中で、産業としての観光に依存する意識がもっとも希薄な島の一つである。そのため、観光客は驚きの目をもって島民たちに迎えられる。天候の良いときは富士山を眺めることができ、島の南側に設置された展望広場からの眺めは絶景で、利島より南側にある伊豆諸島の島々を眺めることができる。

### 博物館等
- 利島村郷土資料館

### レジャー
- 釣り
- ダイビング
- トローリング
- 遊漁船
- トレッキング
- ボウリング
- レンタルテントサウナ

年中通して釣り客が訪れる。椿の花の見頃には多くの愛好家がトレッキングに訪れる。キャンプおよび野宿は全島で禁止されており、御蔵島村のような村営バンガローはない。
勤労福祉会館内にボウリング場が併設されている。レーン数は2レーンで1ゲーム300円。たまにボウリング大会が開かれているが、普段は個人も含め利用者はあまりいない。

### 名物・特産品
- イセエビ
- サザエ - 非常に大きなサイズのものを継続的に採取している。
- タカベ
- メッカリ - クボガイの一種。
- ハバノリ
- トサカノリ
- 椿 - 椿油の生産量は全国一。
- シドケ
- サクユリ - 生花、球根を販売の他、島焼酎の原料としても使用（ただし、醸造は本土の業者に委託）。現在は原料不足で休止中。

## 出身有名人

### 政治・経済
- 梅田一郎 - （1907-1943年、利島の鼠大量発生を対策したとして島内で記念碑が設立される。)

### スポーツ
- 寺田雄大 - （元 オービックシーガルズのラインバッカー、2020年に引退。）